# Girmi
Girmi è un'azienda italiana di piccoli elettrodomestici.

## Storia

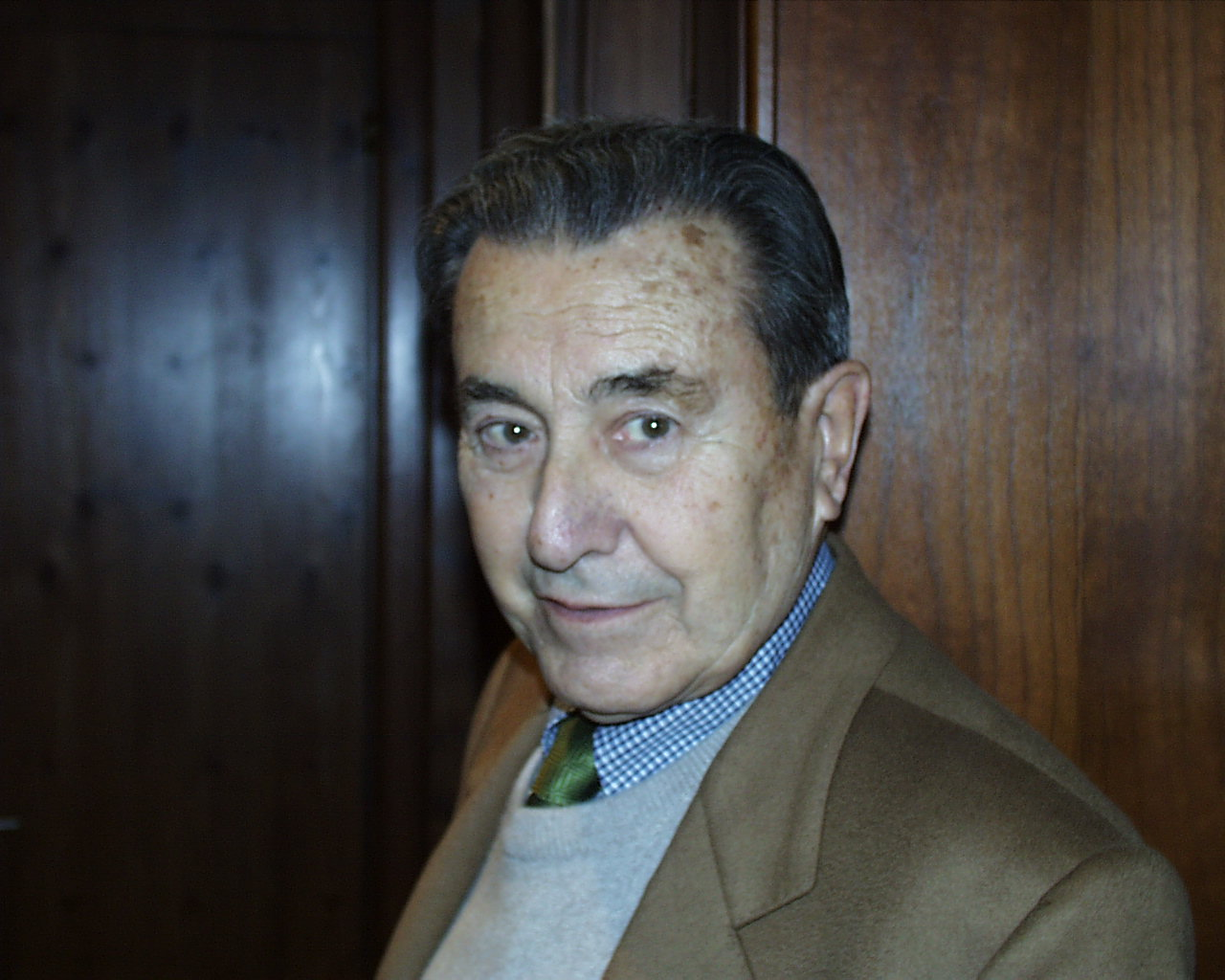
Nasce da Carlo Caldi l'idea di far specializzare l'azienda nella produzione di piccoli elettrodomestici.

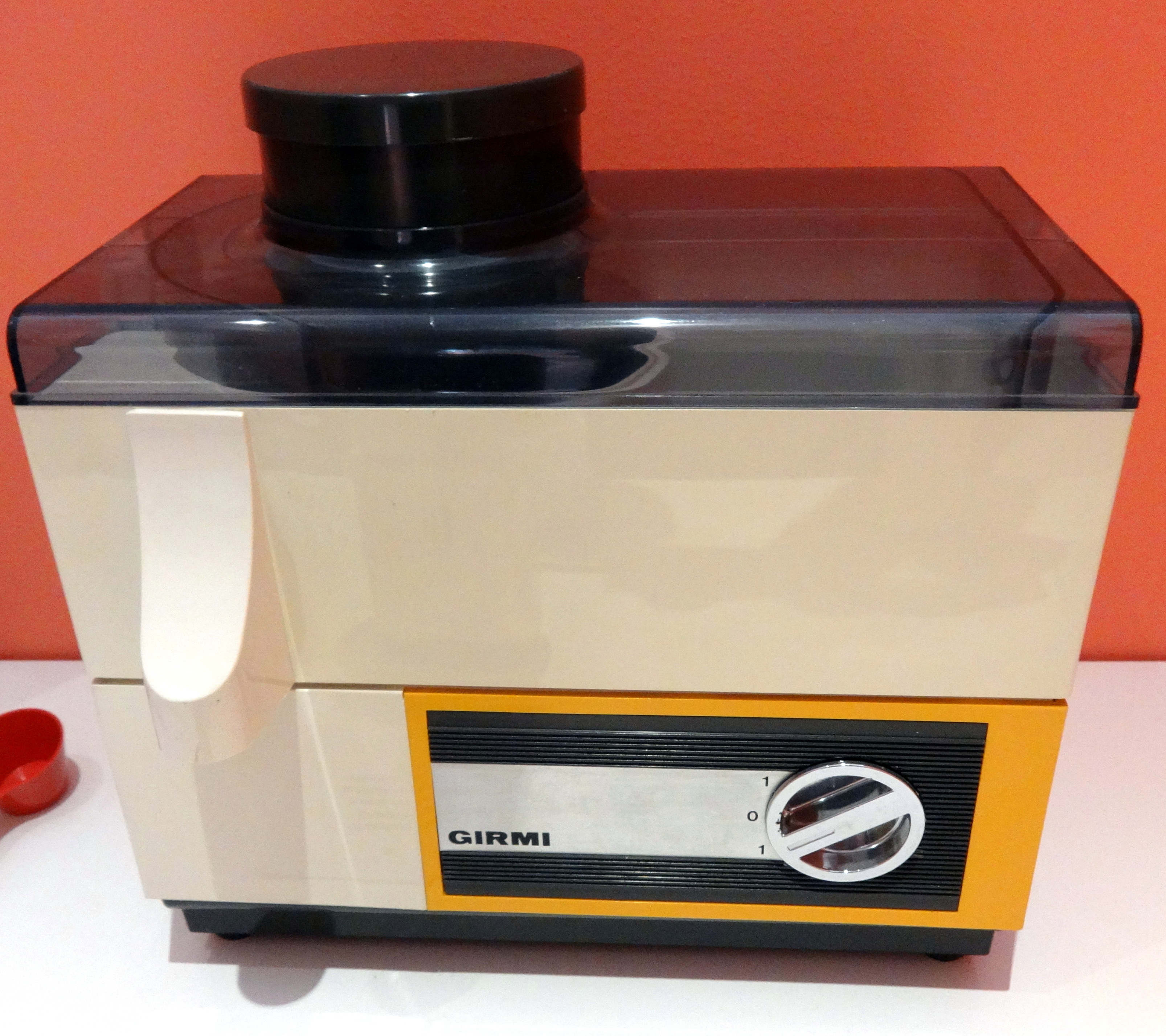
Girmi

Le origini dell'azienda risalgono al 1919, quando ad Omegna (VB), su iniziativa di sei soci, venne fondata la Cooperativa La Subalpina, che iniziò con la produzione di casalinghi ed articoli per profumerie e parrucchieri.
Nel 1940 la cooperativa venne acquisita per intero dal sig. Mario Caldi, uno dei soci fondatori. Al termine della seconda guerra mondiale, le attività dell'impresa, che contava 45 dipendenti, furono riprese con la produzione di oggetti per la toelettatura e per il bagno. Carlo Caldi, figlio del precedente, entrò nella direzione de La Subalpina. Dopo il suo viaggio di nozze che fece negli Stati Uniti nel 1949, fece specializzare la sua impresa nella riproduzione di piccoli elettrodomestici acquistati dallo stesso Caldi nel paese nordamericano.
Nel 1954 l'azienda piemontese lanciò il Frullo, primo frullatore di produzione italiana, a cui fecero seguito il macinacaffè Mokaro (1956) e il frullatore Girmi (1957). Quest'ultimo riscosse un importante successo commerciale, tanto che il suo nome (nato come contrazione delle parole "gira" e "miscela"), nel 1961 divenne il nome dell'azienda rinominata Girmi - La Subalpina S.p.A., mentre dieci anni più tardi la ragione sociale divenne semplicemente Girmi S.p.A..
Girmi si affermò ben presto come leader in Italia nel settore dei piccoli elettrodomestici (ferri da stiro, forni elettrici, frullatori, gelatiere, macchine da caffè, macinacaffè, tostapane) tecnologicamente all'avanguardia e apprezzati dal pubblico per il loro design e l'innovatività. Il periodo massimo di espansione venne raggiunto negli anni ottanta, quando Girmi contava 440 dipendenti, e in quel periodo venne ceduta alla statunitense Allegheny Technologies.
Nel 1989 l'azienda venne rilevata dalla Moulinex. Sotto la proprietà francese (peraltro in crisi da molti anni), per la Girmi iniziò un periodo negativo, caratterizzato dalla diminuzione delle esportazioni e degli utili. Nel 1994 l'azienda tornò di proprietà italiana, quando venne rilevata da una cordata di imprenditori guidata da Adolfo Carulli. Il capitale azionario fu così ripartito: 85 per cento appartenne alla società Copertine di Roma, mentre il restante 15 fu detenuto dalla Banca Popolare di Intra.
Nel 1997 Girmi fu coinvolta in un'inchiesta della Procura di Torino avviata dal pm Raffaele Guariniello su un caso relativo alle "centrifughe killer" di frullatori che causarono numerosi incidenti domestici, tra cui il ferimento di due donne. L'inchiesta riguardò dei modelli di frullatori commercializzati tra il 1988 e il 1993, con il marchio Girmi, ma prodotti dalla Moulinex con difetti di fabbricazione. L'azienda piemontese fu costretta a ritirare dal mercato le sue centrifughe ma alla fine non venne condannata in quanto responsabile diretta era la sua controllante Moulinex.
Nel 2004 Girmi festeggia 50 anni e rilancia il marchio commissionando a Vinod Gangotra, product designer, la progettazione della nuova collezione, denominata 'I Classici' e comprendente una moka elettrica, (Mokappuccina CF-15), un tostapane (Titosto), una macchina da caffè (Caffè Concerto CF-39), un frullatore (Gastronomo) e un macinino (Carosello).
Sempre nel 2004 la Girmi viene rilevata per intero dalla Bialetti Industrie di Coccaglio (BS), gruppo aziendale produttore di casalinghi e piccoli elettrodomestici di proprietà della famiglia Ranzoni. Da allora oltre che esserne una controllata, Girmi è anche un marchio del Gruppo bresciano.
Lo storico stabilimento cusiano, che negli anni settanta occupava 480 dipendenti, diventa un semplice ufficio che si occupa della distribuzione dei prodotti a marchio Girmi, la cui produzione avviene negli stabilimenti esteri. Questo fino al 2015, anno in cui l'italiana Trevidea s.r.l., consociata all'altra azienda italiana Trevi ne rileva la proprietà acquistandola da Bialetti industrie.
Il 10 Aprile 2024 il marchio viene iscritto al n° 726 del Registro Speciale dei Marchi Storici di Interesse Nazionale e conseguentemente autorizzato all’utilizzo dello specifico logo «Marchio storico di interesse nazionale» come da Decreto del Ministro dello Sviluppo Economico Italiano.